# Smash!!
Smash!! (ros. СМЭШ!!) – rosyjski duet muzyczny grający muzykę pop działający w latach 2000–2006. W skład zespołu wchodzili Siergiej Łazariew i Wład Topałow.

## Historia zespołu
Siergiej Łazariew i Wład Topałow poznali się podczas pracy w zespole dziecięcym Nieposiedy. W 2000 zdecydowali się na współpracę po tym, jak matka Topałowa poleciła im nagranie arii „Belle” z musicalu Notre-Dame de Paris na urodziny jego ojca. 

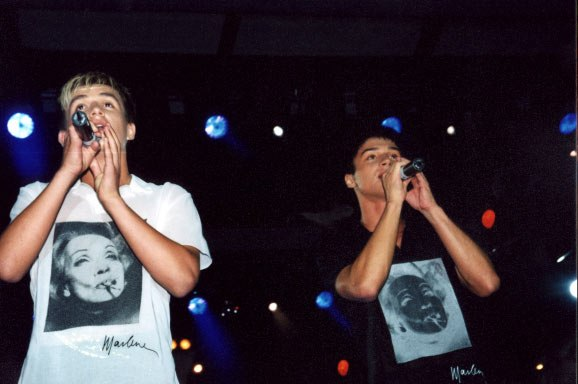
Smash!! podczas koncertu, 2002

W 2000 podpisali kontrakt płytowy z wytwórnią Universal Music Group i oficjalnie zaczęli występować jako duet pod nazwą Smash!!. W styczniu 2002 zaprezentowali teledysk do swojego debiutanckiego singla – „Should Have Loved You More”. Jakiś czas później wydali singiel „Belle”. W sierpniu wygrali festiwal Nowa Fala w Jurmale.
W 2003 wydali swoją debiutancką płytę studyjną, zatytułowaną Freeway, która uzyskała status złotej po sprzedaniu w ponad milionym nakładzie. W 2004 wydali drugi album studyjny, zatytułowany 2Nite, który promowany był przez singiel „Obsession”, nagrany razem z grupą Earphones. Niedługo po wydaniu płyty Łazariew odszedł z zespołu i skupił się na karierze solowej.
W 2005 Topałow wydał ostatnią płytę studyjną pod szyldem Smash!!, zatytułowaną Evolution. Album promowany był przez singiel „The Dream”.
11 listopada 2011 Łazariew i Topałow zagrali wspólnie jeden koncert w Crocus City Hall, który został zorganizowany z okazji 10. rocznicy powstania projektu Smash!!.

## Dyskografia

### Albumy studyjne
- Freeway (2003)
- 2Nite (2004)
- Evolution (2005)